# Четвертий шлуночок
Четвертий шлуночок (лат. ventriculus quartus) - одна з чотирьох поєднаних між собою порожнин, заповненими спинномозковою рідиною (ЦСР) всередині головного мозку людини. Система порожнин, або шлуночків головного мозку, складаються з лівого і правого бічних шлуночків, третього шлуночка, четвертого шлуночка. Четвертий шлуночок простягається від мозкового водогону (Сільвієввий водгін, лат. aqueductus Sylvii) до задньонижнього кута ромбоподібної ямки (лат. fossa rhomboidea), що носить назву перепони (лат. obex). 
Четвертий шлуночок має характерну ромбоподібну форму на зрізах мозку. Він розташований у межах мосту або у верхній частині довгастого мозку. ЦСР входить до четвертого шлуночка через водогін мозку може вийти в субарахноїдальний простір спинного мозку через парну бічну апертуру (отвір Люшка) і одиночну, серединну апертуру (отвір Мажанді).

## Покрівля та основа четвертого шлуночка
Покрівля четвертого шлуночка розташована дорзально, основа - вентрально, бічні стінки утворені ніжками мозочку. Покрівля формується мозочком . Пікова точка, або фастігіум (лат. fastigium - на вищому рівні), - це найвища точка четвертого шлуночка.Ядра в ньому (лат. nuclei fastigii) лежать відразу над покрівлею четвертого шлуночка.

### Ромбоподібна ямка
Основу четвертого шлуночка утворює ромбоподібна ямка (лат. fossa rhomboidea). Особливості її анатомії:
1. Лицевий горбок (лат. colliculus facialis): утворений внутрішньою частиною лицевого нерва, який петлеподібно обвивається навколо ядра додаткового нерва;
2. Межова борозна (лат. Sulcus limitans): яка представляє кордон між крилоподібною (дорсолатеральну, лат. lamina alaris) і базальною (вентролатеральною, лат. lamina basilaris) пластинами нервової трубки;
3. Перепона (лат. obex): каудальний кінець четвертого шлуночка; Перепона також слугує маркером рівня великого потиличного отвору черепа, а отже, й маркером для уявної розділової лінії між довгастим мозком і спинним мозком.
4. Серединна борозна (лат. sulcus medianus) ділить основу четвертого шлуночка на праву і ліву половини. Вона простягається від водогону середнього мозку до центрального каналу спинного мозку.
5. Медіальне підвищення (лат. eminentia medialis) - підвищення по обидві сторони від серединної борозни.
6. Межова борозна (лат. sulcus limitans) - борозна, що обмежує з боків (латерально) медіальне підвищення.
7. Вестибулярна зона (лат. area vestibularis) - латеральніше межової борозни лежать вестибулярні ядра присінково-завиткового нерва.
8. Верхній край межової борозни розширюється в трикутне заглиблення, або "верхню ямку" (лат. fovea superior). Над верхньою ямкою на свіжих препаратах мозку помітна сіро-блакитна ділянка (лат. locus ceruleus).
9. Нижній край межової борозни також розширюється в трикутне заглиблення, або "нижню ямку" (лат. fovea inferior).
10. В нижніх відділах ромбоподібної ямки підвищення звужується й утворює під'язичний трикутник (лат. trigonum nervi hypoglossi), латеральніше знаходиться менший за розмірами вагусний трикутник (лат. trigonum nervi vagi).

У задньому нижньому кутку ромбоподібної ямки відкривається центральний канал спинного мозку, а в передньому верхньому кутку — IV шлуночок з'єднується з водогоном. Латеральні кути закінчуються сліпо у вигляді двох кишень (лат. recessus laterales ventriculi quarti), що загинаються вентрально навколо нижніх ніжок мозочка.

## Розвиток
Шлуночки головного мозку, включаючи четвертий шлуночок, розвивається з центрального каналу нервової трубки. Зокрема, четвертий шлуночок розвивається з тієї частини трубки, яка присутня в ромбоподібному мозку. протягом першого триместру вагітності центральний канал розширюється в бічні, третій і четвертий шлуночки, пов'язаний з більш тонкими каналами.Судинні сплетення з'являються в шлуночках, які виробляють спинномозкову рідину. Якщо потік рідини блокується, шлуночки можуть збільшитися й це призводить до гідроцефалії.

## Клінічне значення
Четвертий шлуночок є найбільш частим місцем розташування внутрішньочерепних епендімальних пухлин. Ураження ядер відповідних черепних нервів, що прилягають, та наявність симптомів оклюзії спинномозкової рідини (підвищення внутричерепного тиску, гідроцефалія) завжди потребують ретельного дообстеження для правильної постановки діагнозу.

## Додаткові зображення

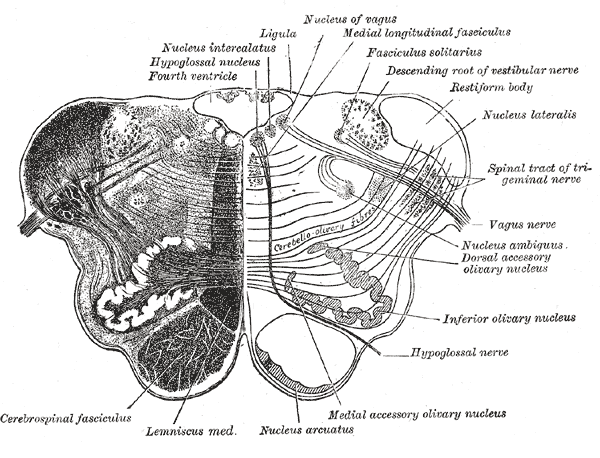
Поперечний розріз довгастого мозку нижче середини олив.
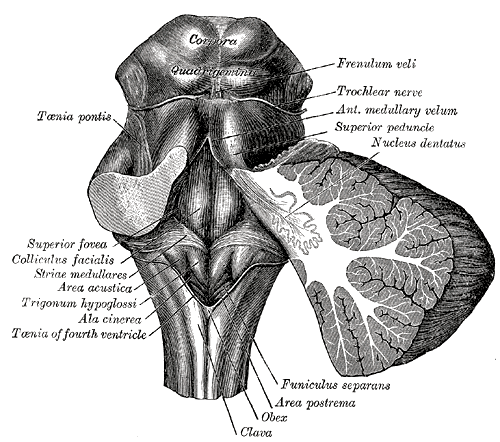
Ромбоподібна ямка.
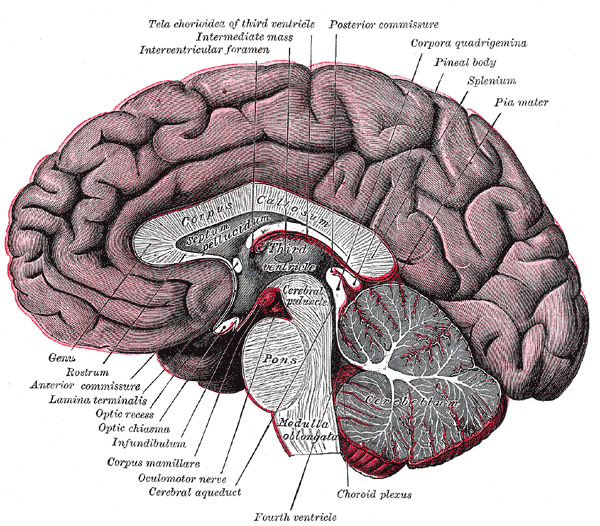
Серединний сагітальний розріз головного мозку.
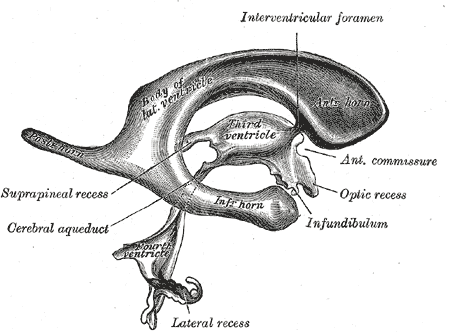
Креслення  шлуночкових порожнин, вигляд збоку.
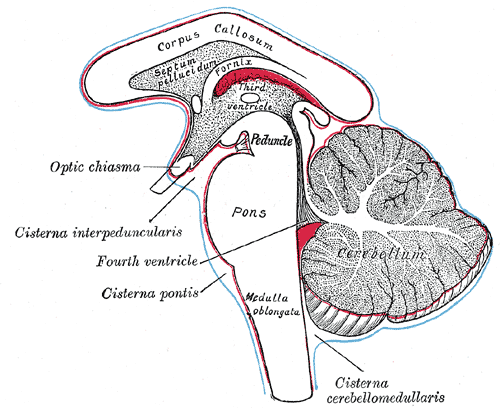
Діаграма, що показує положення трьох основних субарахноїдальних цистерн.
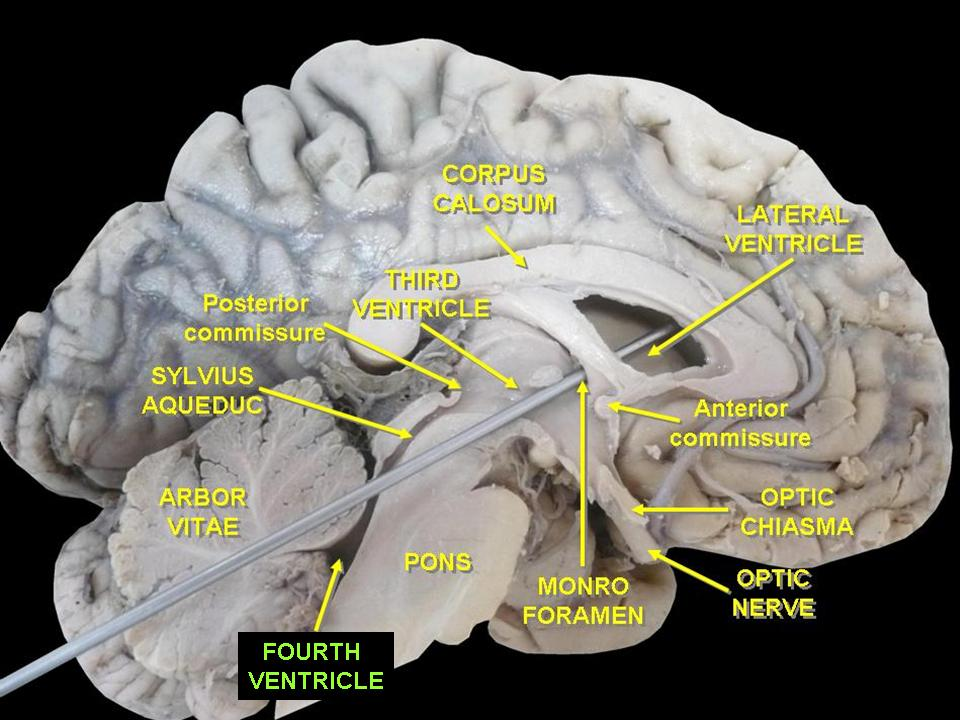
Четвертий шлуночок